# ستيف وايت (لاعب كريكت)
ستيف وايت (10 مارس 1971 - ) (بالإنجليزية: Steve Wyatt)‏ هو لاعب كريكت بريطاني.